# 모토스역
모토스역(일본어: 本巣駅)은 일본 기후현 모토스시에 위치한 다루미 철도 다루미 선의 철도역이다. 섬식 승강장 1면 2선의 구조를 갖춘 지상역이다.

## 이용 현황
| 연도 | 1일 평균 승하차 인원 |
| ---- | -------------------- |
| 2011 | 87                   |
| 2012 | 77                   |
| 2013 | 72                   |
| 2014 | 62                   |
| 2015 | 63                   |
| 2016 | 63                   |

## 역 주변
- 국도 제157호선
- 기후 현도 78호 기후오노 선

## 역사
- 1956년 3월 20일 : 국철 다루미 선의 오가키 - 다니구미구치 간 개통과 동시에, 미노모토스역으로서 개업. 여객 · 화물 취급 개시.
- 1984년 10월 6일 : 일본국유철도 다루미 선이 다루미 철도로 전환되어, 이 회사의 역이 됨. 동시에 모토스역으로 개칭.
- 2006년
  - 3월 28일 : 화물 열차 마지막 운행일.
  - 4월 1일 : 화물 취급 폐지.

## 인접 역
| 다루미 철도 다루미 선 | 다루미 철도 다루미 선 | 다루미 철도 다루미 선 |
| --------------------- | --------------------- | --------------------- |
| 이토누키 오가키 방면  | ■ 다루미 선           | 오리베 다루미 방면    |